# Aventignan
Aventignan est une commune française située dans l'est du département des Hautes-Pyrénées, en région Occitanie. Sur le plan historique et culturel, la commune est dans le pays de Comminges, correspondant à l’ancien comté de Comminges, circonscription de la province de Gascogne située sur les départements actuels du Gers, de la Haute-Garonne, des Hautes-Pyrénées et de l'Ariège.
Exposée à un climat océanique altéré, elle est drainée par la Neste, le Merdan, le ruisseau de Nistos et par divers autres petits cours d'eau. La commune possède un patrimoine naturel remarquable : un site Natura 2000 (« Garonne, Ariège, Hers, Salat, Pique et Neste ») et cinq zones naturelles d'intérêt écologique, faunistique et floristique.
Aventignan est une commune rurale qui compte 207 habitants en 2022, après avoir connu un pic de population de 798 habitants en 1831. Elle fait partie de l'aire d'attraction de Lannemezan. Ses habitants sont appelés les Aventignanais ou  Aventignanaises.

## Géographie

### Localisation
La commune d'Aventignan se trouve dans le département des Hautes-Pyrénées, en région Occitanie.
Elle se situe à 41 km à vol d'oiseau de Tarbes, préfecture du département, à 30 km de Bagnères-de-Bigorre, sous-préfecture, et à 13 km de Lannemezan, bureau centralisateur du canton de la Vallée de la Barousse dont dépend la commune depuis 2015 pour les élections départementales.
La commune fait en outre partie du bassin de vie de Montréjeau.
Les communes les plus proches sont : 
Montégut (1,5 km), Lombrès (1,6 km), Mazères-de-Neste (1,9 km), Saint-Paul (1,9 km), Tibiran-Jaunac (2,9 km), Saint-Laurent-de-Neste (3,3 km), Nestier (3,4 km), Cuguron (3,9 km).
Sur le plan historique et culturel, Aventignan fait partie du pays de Comminges, correspondant à l’ancien comté de Comminges, circonscription de la province de Gascogne située sur les départements actuels du Gers, de la Haute-Garonne, des Hautes-Pyrénées et de l'Ariège.
Les communes limitrophes sont  Générest, Lombrès, Mazères-de-Neste, Montégut, Saint-Paul et Tibiran-Jaunac.
|          | Saint-Paul | Mazères-de-Neste |
| Montégut | Aventignan | Tibiran-Jaunac   |
| Lombrès  | Générest   |                  |

### Hydrographie
La commune est dans le bassin versant de la Garonne, au sein du bassin hydrographique Adour-Garonne. Elle est drainée par le Neste, le Merdan, le Ruisseau de Nistos, un bras du Ruisseau de Nistos, le ruisseau de Larise et par un petit cours d'eau, constituant un réseau hydrographique de 6 km de longueur totale,.
Le Neste, d'une longueur totale de 73,1 km, prend sa source dans la commune d'Aragnouet et s'écoule du sud vers le nord. Il traverse la commune et se jette dans la Garonne à Montréjeau, après avoir traversé 34 communes.
Le Merdan, d'une longueur totale de 11 km, prend sa source dans la commune de Bize et s'écoule du sud vers le nord. Il traverse la commune et se jette dans la Neste à Aventignan, après avoir traversé 4 communes.
Le Ruisseau de Nistos, d'une longueur totale de 18,5 km, prend sa source dans la commune de Sarrancolin et s'écoule du sud vers le nord. Il traverse la commune et se jette dans la Neste à Mazères-de-Neste, après avoir traversé 8 communes.

### Climat
Le climat est tempéré de type océanique, en raison de l'influence proche de l'océan Atlantique situé à peu près 150 km plus à l'ouest. La proximité des Pyrénées fait que la commune profite d'un effet de foehn, il peut aussi y neiger en hiver, même si cela reste inhabituel.
| Mois                              | jan.  | fév.  | mars  | avril | mai   | juin  | jui.  | août  | sep.  | oct.  | nov.  | déc.  | année   |
| --------------------------------- | ----- | ----- | ----- | ----- | ----- | ----- | ----- | ----- | ----- | ----- | ----- | ----- | ------- |
| Température minimale moyenne (°C) | 1     | 2     | 4     | 6     | 9     | 13    | 15    | 15    | 12    | 9     | 4     | 2     | 7,7     |
| Température moyenne (°C)          | 5,2   | 5,6   | 8,4   | 10,1  | 13,8  | 17,8  | 18,6  | 18,8  | 16,4  | 13,5  | 7,5   | 5,5   | 11,8    |
| Température maximale moyenne (°C) | 10    | 11    | 14    | 15    | 19    | 22    | 25    | 25    | 23    | 19    | 14    | 11    | 17,3    |
| Ensoleillement (h)                | 108,8 | 118,8 | 155,6 | 157,2 | 181,3 | 191,5 | 215,5 | 196,4 | 194,5 | 164,4 | 124,4 | 104,4 | 1 912,8 |
| Précipitations (mm)               | 98,6  | 63,3  | 99    | 108,2 | 137   | 87,1  | 72,6  | 70,5  | 69,5  | 81,9  | 101,4 | 97,4  | 1 086   |

### Milieux naturels et biodiversité

#### Réseau Natura 2000

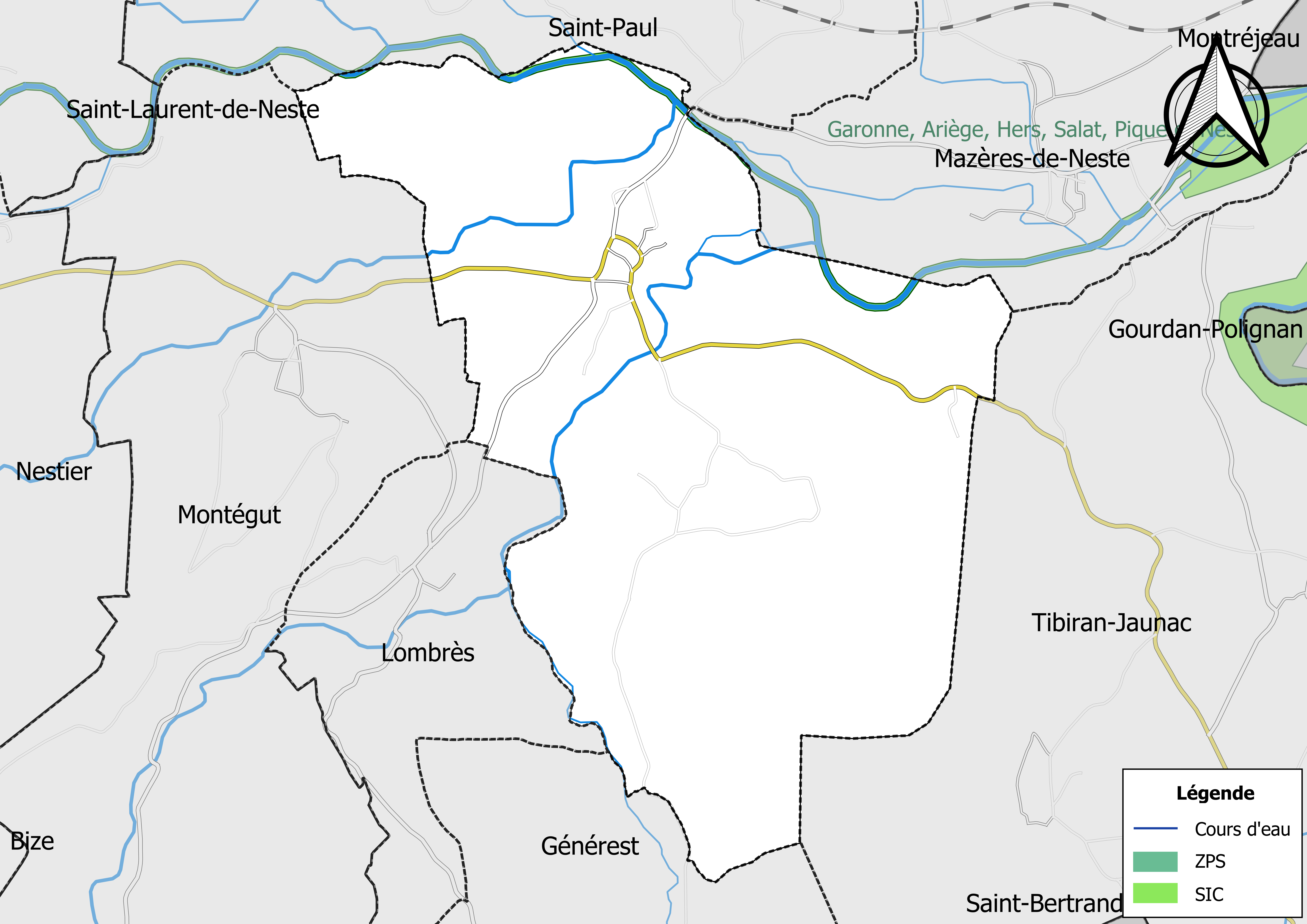
Site Natura 2000 sur le territoire communal.

Le réseau Natura 2000 est un réseau écologique européen de sites naturels d'intérêt écologique élaboré à partir des Directives « Habitats » et « Oiseaux », constitué de zones spéciales de conservation (ZSC) et de zones de protection spéciale (ZPS).
Un site Natura 2000 a été défini sur la commune au titre de la « directive Habitats » : « garonne, Ariège, Hers, Salat, Pique et Neste », d'une superficie de 9 581 ha, un réseau hydrographique pour les poissons migrateurs (zones de frayères actives et potentielles importantes pour le Saumon en particulier qui fait l'objet d'alevinages réguliers et dont des adultes atteignent déjà Foix sur l'Ariège.

#### Zones naturelles d'intérêt écologique, faunistique et floristique
L’inventaire des zones naturelles d'intérêt écologique, faunistique et floristique (ZNIEFF) a pour objectif de réaliser une couverture des zones les plus intéressantes sur le plan écologique, essentiellement dans la perspective d’améliorer la connaissance du patrimoine naturel national et de fournir aux différents décideurs un outil d’aide à la prise en compte de l’environnement dans l’aménagement du territoire.
Trois ZNIEFF de type 1 sont recensées sur la commune :
- les « montagnes de Saint-Bertrand-de-Comminges et de Tibiran-Jaunac » (1 613 ha), couvrant 8 communes dont une dans la Haute-Garonne et sept dans les Hautes-Pyrénées[16] ;
- la « Neste moyenne et aval » (283 ha), couvrant 25 communes dont une dans la Haute-Garonne et 24 dans les Hautes-Pyrénées[17],
- le « réseau hydrographique du Nistos » (79 ha), couvrant 14 communes du département[18] ;

et deux ZNIEFF de type 2, : 
- les « Garonne amont, Pique et Neste » (1 788 ha), couvrant 112 communes dont 42 dans la Haute-Garonne et 70 dans les Hautes-Pyrénées[19] ;
- les « montagnes sèches et rocheuses en rives gauche et droite de l'Ourse et à Saint-Bertrand-de-Comminges » (5 147 ha), couvrant 24 communes dont deux dans la Haute-Garonne et 22 dans les Hautes-Pyrénées[20].

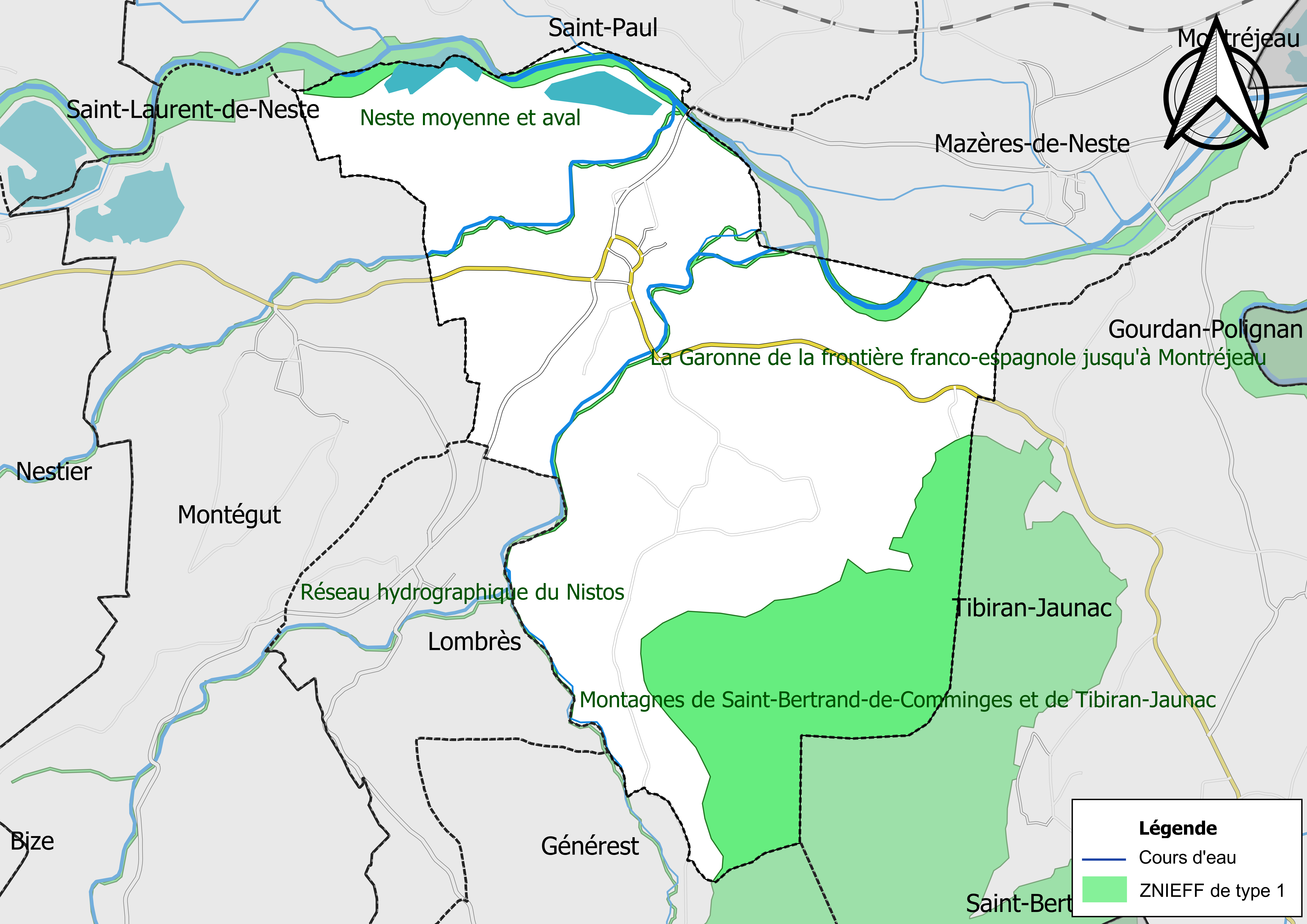
Carte des ZNIEFF de type 1 sur la commune.
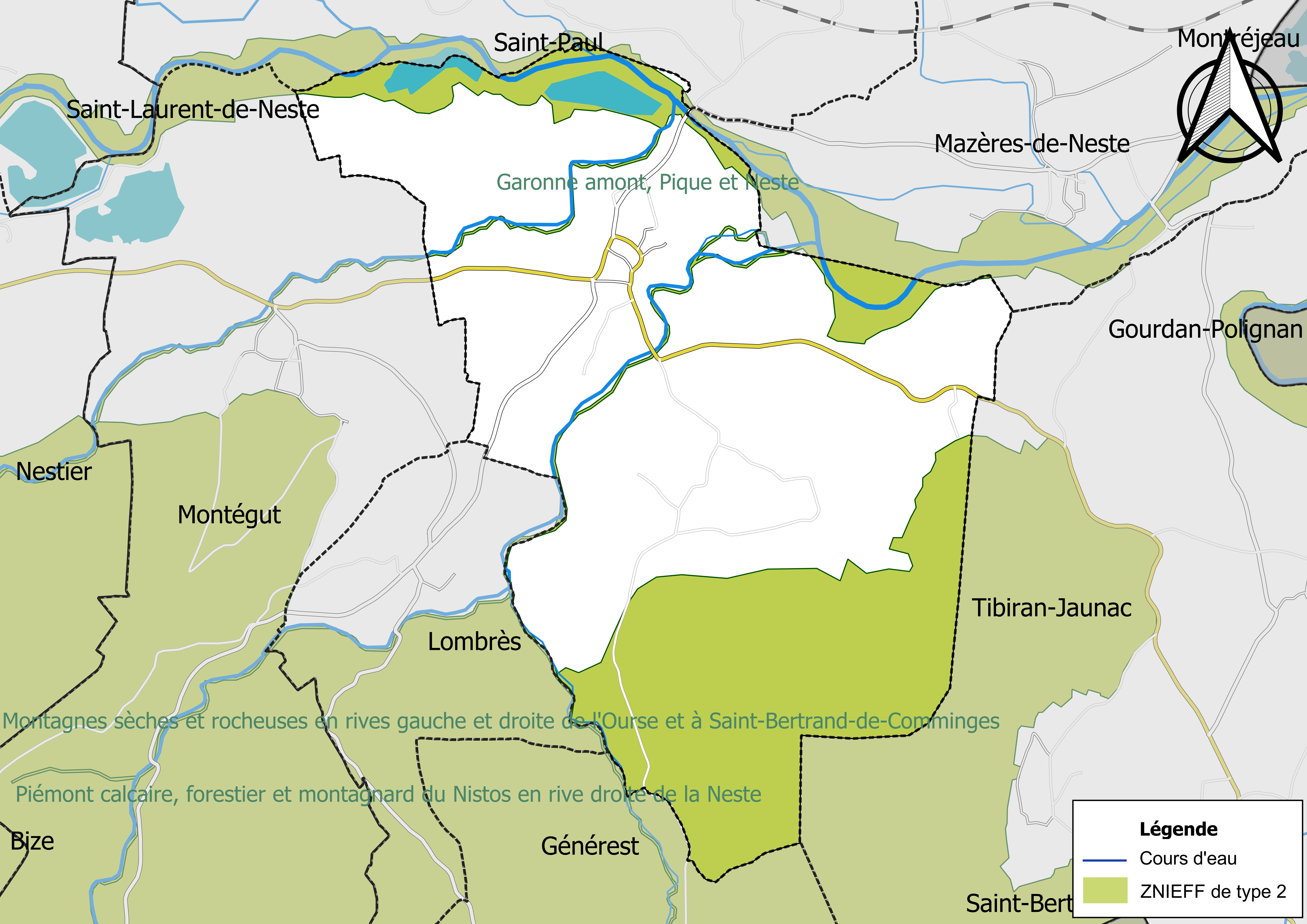
Carte des ZNIEFF de type 2 sur la commune.

## Urbanisme

### Typologie
Au 1er janvier 2024, Aventignan est catégorisée commune rurale à habitat dispersé, selon la nouvelle grille communale de densité à sept niveaux définie par l'Insee en 2022.
Elle est située hors unité urbaine. Par ailleurs la commune fait partie de l'aire d'attraction de Lannemezan, dont elle est une commune de la couronne,. Cette aire, qui regroupe 65 communes, est catégorisée dans les aires de moins de 50 000 habitants,.

### Occupation des sols
L'occupation des sols de la commune, telle qu'elle ressort de la base de données européenne d’occupation biophysique des sols Corine Land Cover (CLC), est marquée par l'importance des territoires agricoles (62,7 % en 2018), une proportion identique à celle de 1990 (62,7 %). La répartition détaillée en 2018 est la suivante : 
zones agricoles hétérogènes (32 %), forêts (31,9 %), prairies (30,8 %), eaux continentales (5,4 %).
L'IGN met par ailleurs à disposition un outil en ligne permettant de comparer l’évolution dans le temps de l’occupation des sols de la commune (ou de territoires à des échelles différentes). Plusieurs époques sont accessibles sous forme de cartes ou photos aériennes : la carte de Cassini (XVIIIe siècle), la carte d'état-major (1820-1866) et la période actuelle (1950 à aujourd'hui).

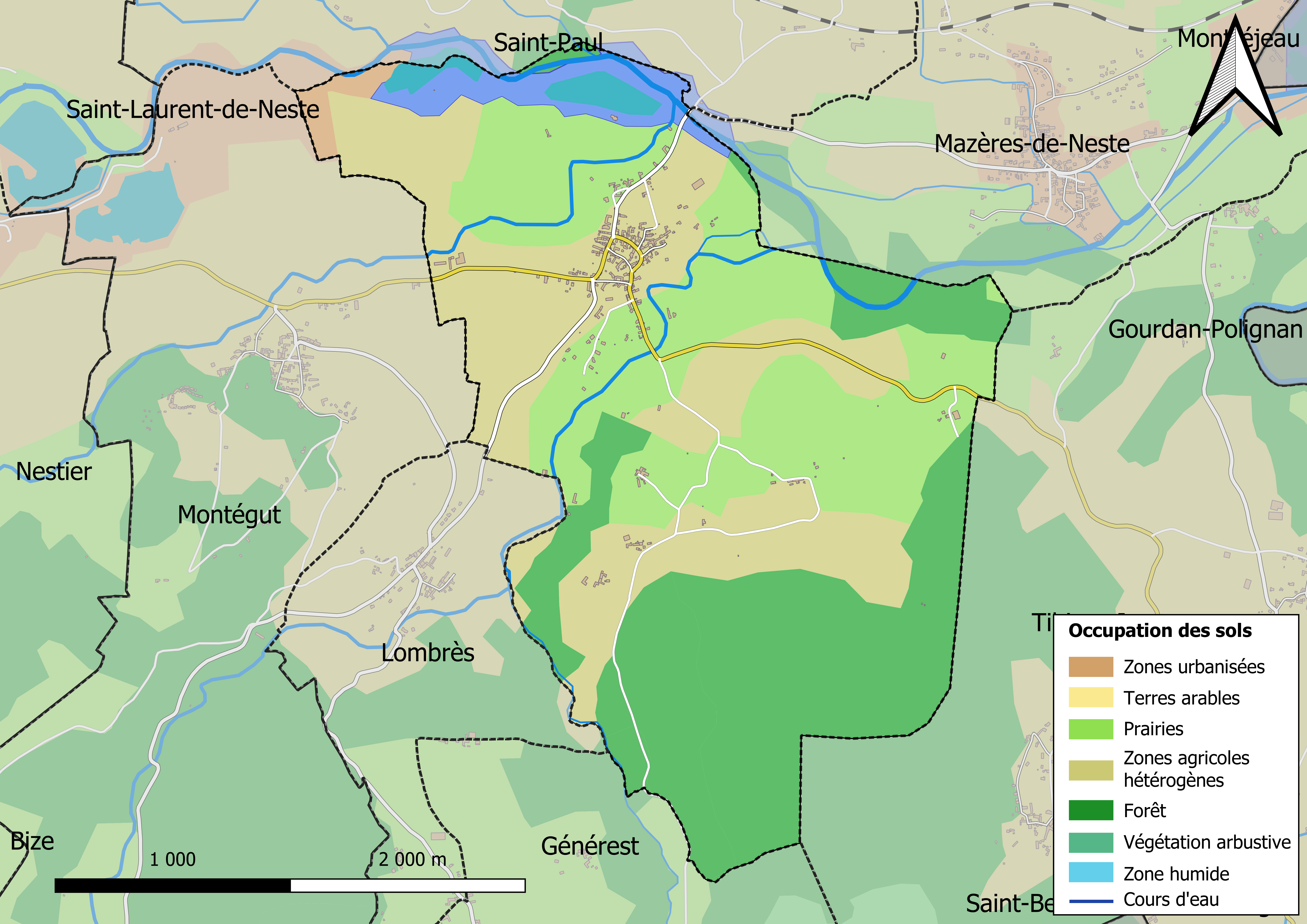
Carte des infrastructures et de l'occupation des sols en 2018 (CLC) de la commune.
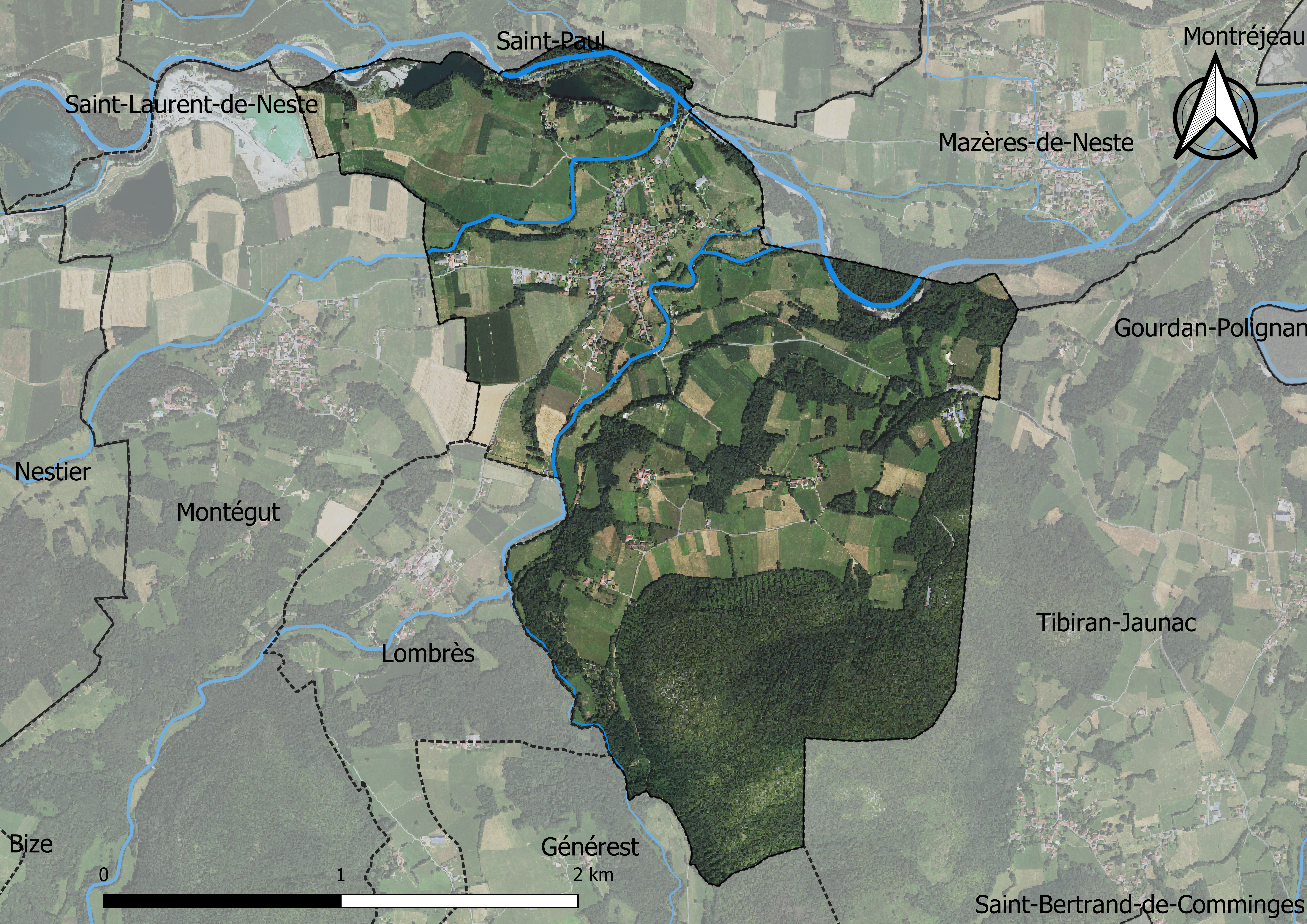
Carte orthophotogrammétrique de la commune.

### Logement
En 2012, le nombre total de logements dans la commune est de 139.
Parmi ces logements, 68.8  % sont des résidences principales, 19.8  % des résidences secondaires et 11.7  % des logements vacants.

### Voies de communication et transports
Cette commune est desservie par les routes départementales D 26 et D 71.

### Risques majeurs
Le territoire de la commune d'Aventignan est vulnérable à différents aléas naturels : météorologiques (tempête, orage, neige, grand froid, canicule ou sécheresse), inondations, feux de forêts, mouvements de terrains et séisme (sismicité modérée). Il est également exposé à un risque technologique, la rupture d'un barrage. Un site publié par le BRGM permet d'évaluer simplement et rapidement les risques d'un bien localisé soit par son adresse soit par le numéro de sa parcelle.

#### Risques naturels
Certaines parties du territoire communal sont susceptibles d’être affectées par le risque d’inondation par débordement de cours d'eau, notamment le Neste, le Merdan et le ruisseau de Nistos. La cartographie des zones inondables en ex-Midi-Pyrénées réalisée dans le cadre du XIe Contrat de plan État-région, visant à informer les citoyens et les décideurs sur le risque d’inondation, est accessible sur le site de la DREAL Occitanie. La commune a été reconnue en état de catastrophe naturelle au titre des dommages causés par les inondations et coulées de boue survenues en 1982, 1999, 2009, 2013 et 2018,.
Aventignan est exposée au risque de feu de forêt. Un plan départemental de protection des forêts contre les incendies a été approuvé par arrêté préfectoral le 21 avril 2020 pour la période 2020-2029. Le précédent couvrait la période 2007-2017. L’emploi du feu est régi par deux types de réglementations. D’abord le code forestier et l’arrêté préfectoral du 27 octobre 2014, qui réglementent l’emploi du feu à moins de 200 m des espaces naturels combustibles sur l’ensemble du département. Ensuite celle établie dans le cadre de la lutte contre la pollution de l’air, qui interdit le brûlage des déchets verts des particuliers. L’écobuage est quant à lui réglementé dans le cadre de commissions locales d’écobuage (CLE)

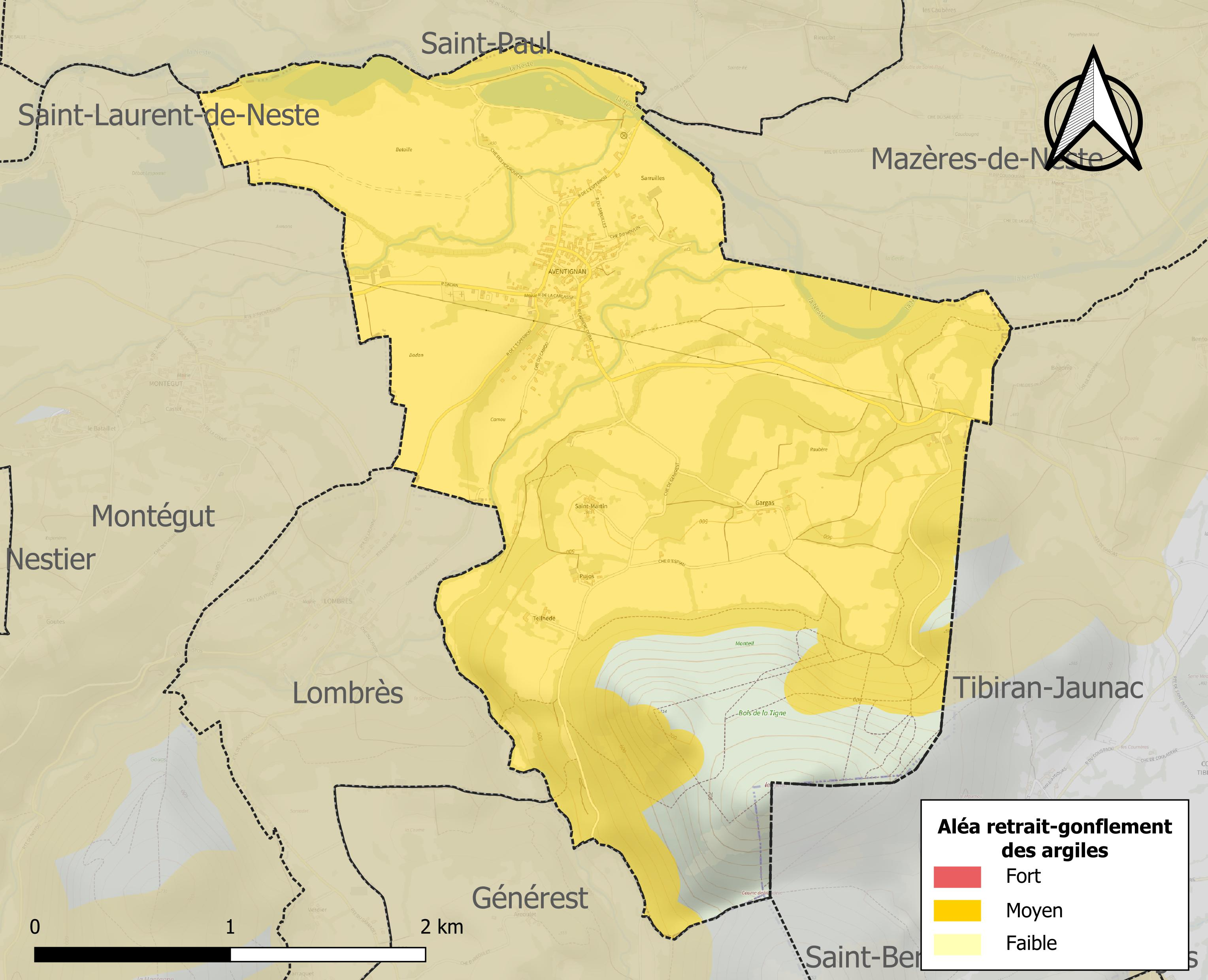
Carte des zones d'aléa retrait-gonflement des sols argileux d'Aventignan.

Les mouvements de terrains susceptibles de se produire sur la commune sont des tassements différentiels.
Le retrait-gonflement des sols argileux est susceptible d'engendrer des dommages importants aux bâtiments en cas d’alternance de périodes de sécheresse et de pluie. 88,4 % de la superficie communale est en aléa moyen ou fort (44,5 % au niveau départemental et 48,5 % au niveau national). Sur les 150 bâtiments dénombrés sur la commune en 2019, 150 sont en aléa moyen ou fort, soit 100 %, à comparer aux 75 % au niveau départemental et 54 % au niveau national. Une cartographie de l'exposition du territoire national au retrait gonflement des sols argileux est disponible sur le site du BRGM,.
Par ailleurs, afin de mieux appréhender le risque d’affaissement de terrain, l'inventaire national des cavités souterraines permet de localiser celles situées sur la commune.
Concernant les mouvements de terrains, la commune a été reconnue en état de catastrophe naturelle au titre des dommages causés par des mouvements de terrain en 1999 et 2013.

#### Risques technologiques
La commune est en outre située en aval d'un barrage de classe A. À ce titre elle est susceptible d’être touchée par l’onde de submersion consécutive à la rupture de cet ouvrage.

## Toponymie

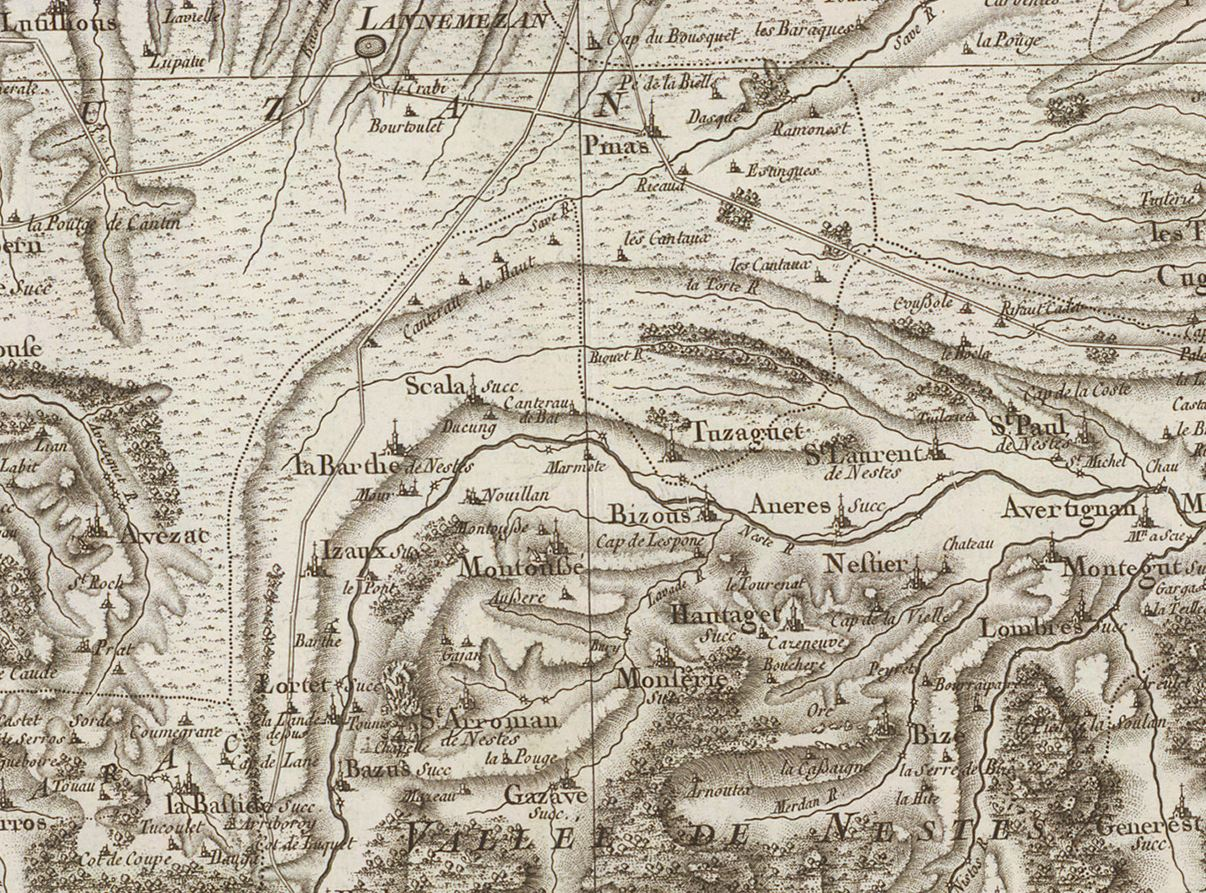
Extrait de la carte de Cassini (entre 1756 et 1789) situant Aventignan à l'est de Lannemezan

On trouvera les principales informations dans le Dictionnaire toponymique des communes des Hautes-Pyrénées de Michel Grosclaude et Jean-François Le Nail qui rapporte les dénominations historiques du village :
Dénominations historiques :
- De Aventinhano, latin (1387, pouillé du Comminges) ;
- Avertignan, fin XVIIIe siècle, carte de Cassini.

Étymologie : domaine antique, du nom de personnage latin Aventinius et suffixe d’appartenance anum qui donne an en gascon.
Nom occitan : Aventinhan.

## Histoire

### Cadastre napoléonien d'Aventignan
Le plan cadastral napoléonien d' Aventignan est consultable sur le site des archives départementales des Hautes-Pyrénées.

## Politique et administration

### Liste des maires

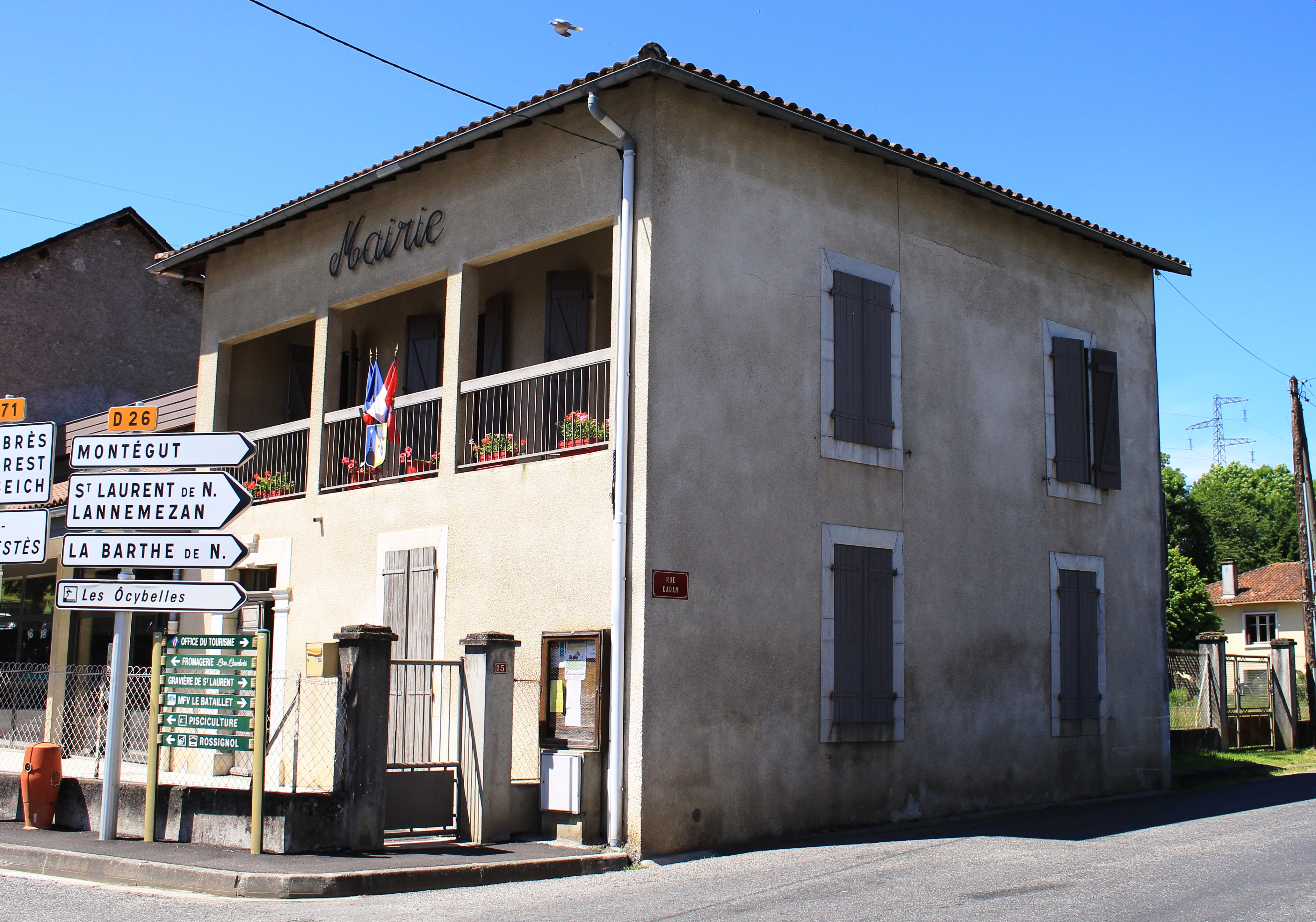
La mairie en 2021.

| Période                                  | Période   | Identité          | Étiquette | Qualité                                            |
| ---------------------------------------- | --------- | ----------------- | --------- | -------------------------------------------------- |
| Les données manquantes sont à compléter. |           |                   |           |                                                    |
|                                          |           |                   |           |                                                    |
| 1935                                     | 1945      | Jean-Marie Fontan |           |                                                    |
| 1945                                     | 1947      | Prosper Fontan    |           |                                                    |
| 1947                                     | 1965      | Auguste Pujolle   |           |                                                    |
| 1965                                     | 1969      | Marcel Louron     |           |                                                    |
| 1970                                     | 1971      | Marcelle Louron   |           |                                                    |
| 1971                                     | mars 2008 | André Loula       | PS        |                                                    |
| mars 2008                                | en cours  | Yoan Rumeau       | PS        | Professeur, Président de la Communauté de communes |

### Rattachements administratifs et électoraux

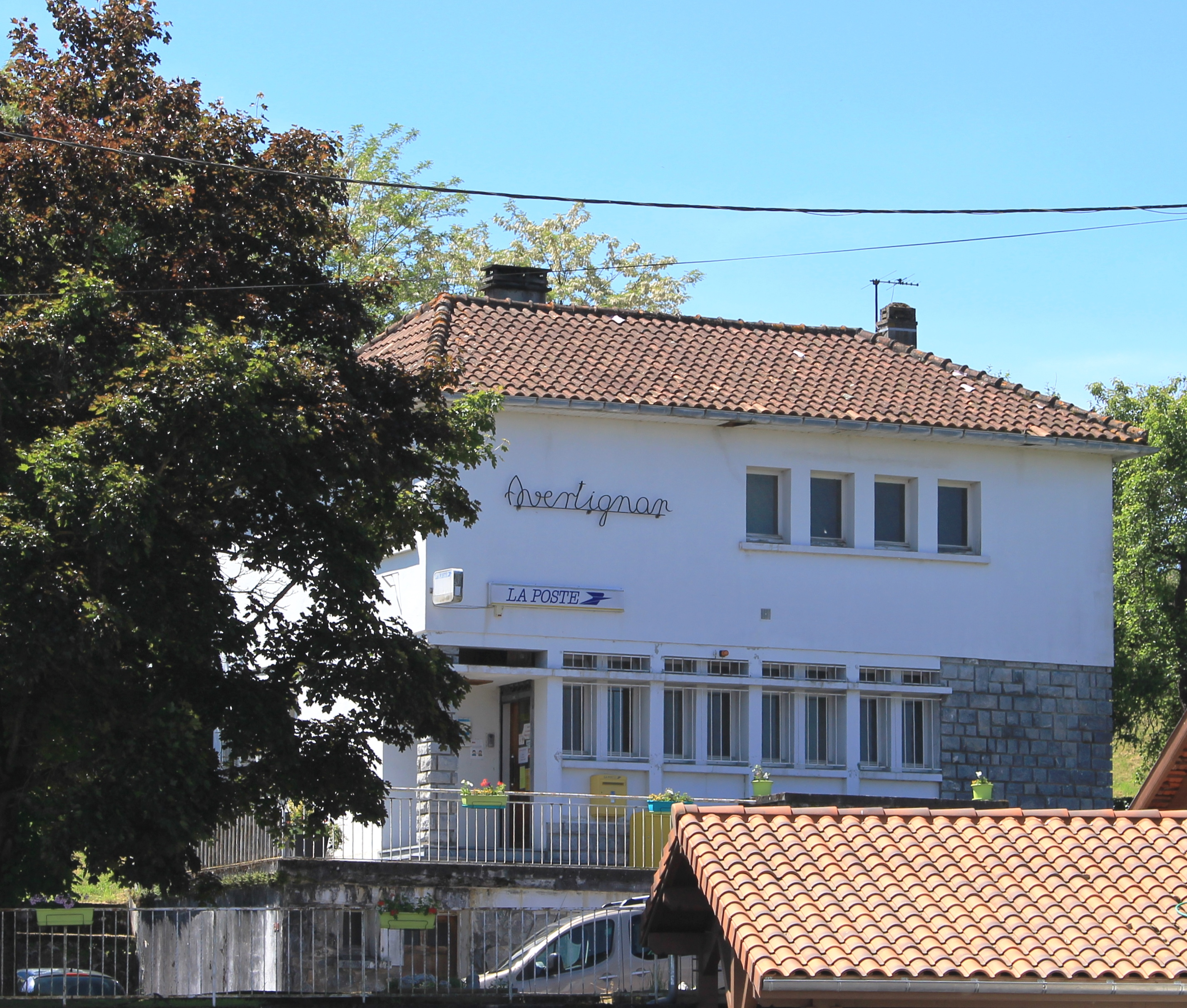
La Poste en 2021.

#### Historique administratif
Sénéchaussée de Toulouse, élection de Comminges ou de Rivière-Verdun, baronnie d' Aventignan, canton de Nestier (1790), Saint-Laurent (1870).

#### Intercommunalité
Aventignan appartient à la communauté de communes Neste Barousse créée en janvier 2017 et qui réunit 43 communes.

### Services publics
La commune d'Aventignan  dispose d'une agence postale.

## Population et société

### Démographie

#### Évolution démographique
| 1793 | 1800 | 1806 | 1821 | 1831 | 1836 | 1841 | 1846 | 1851 |
| ---- | ---- | ---- | ---- | ---- | ---- | ---- | ---- | ---- |
| 547  | 522  | 511  | 593  | 798  | 767  | 745  | 780  | 760  |

| 1856 | 1861 | 1866 | 1872 | 1876 | 1881 | 1886 | 1891 | 1896 |
| ---- | ---- | ---- | ---- | ---- | ---- | ---- | ---- | ---- |
| 720  | 653  | 617  | 600  | 570  | 564  | 566  | 526  | 522  |

| 1901 | 1906 | 1911 | 1921 | 1926 | 1931 | 1936 | 1946 | 1954 |
| ---- | ---- | ---- | ---- | ---- | ---- | ---- | ---- | ---- |
| 482  | 457  | 430  | 335  | 313  | 304  | 275  | 261  | 251  |

| 1962 | 1968 | 1975 | 1982 | 1990 | 1999 | 2006 | 2008 | 2013 |
| ---- | ---- | ---- | ---- | ---- | ---- | ---- | ---- | ---- |
| 238  | 272  | 225  | 216  | 208  | 180  | 179  | 179  | 198  |

| 2018 | 2022 | - | - | - | - | - | - | - |
| ---- | ---- | - | - | - | - | - | - | - |
| 208  | 207  | - | - | - | - | - | - | - |

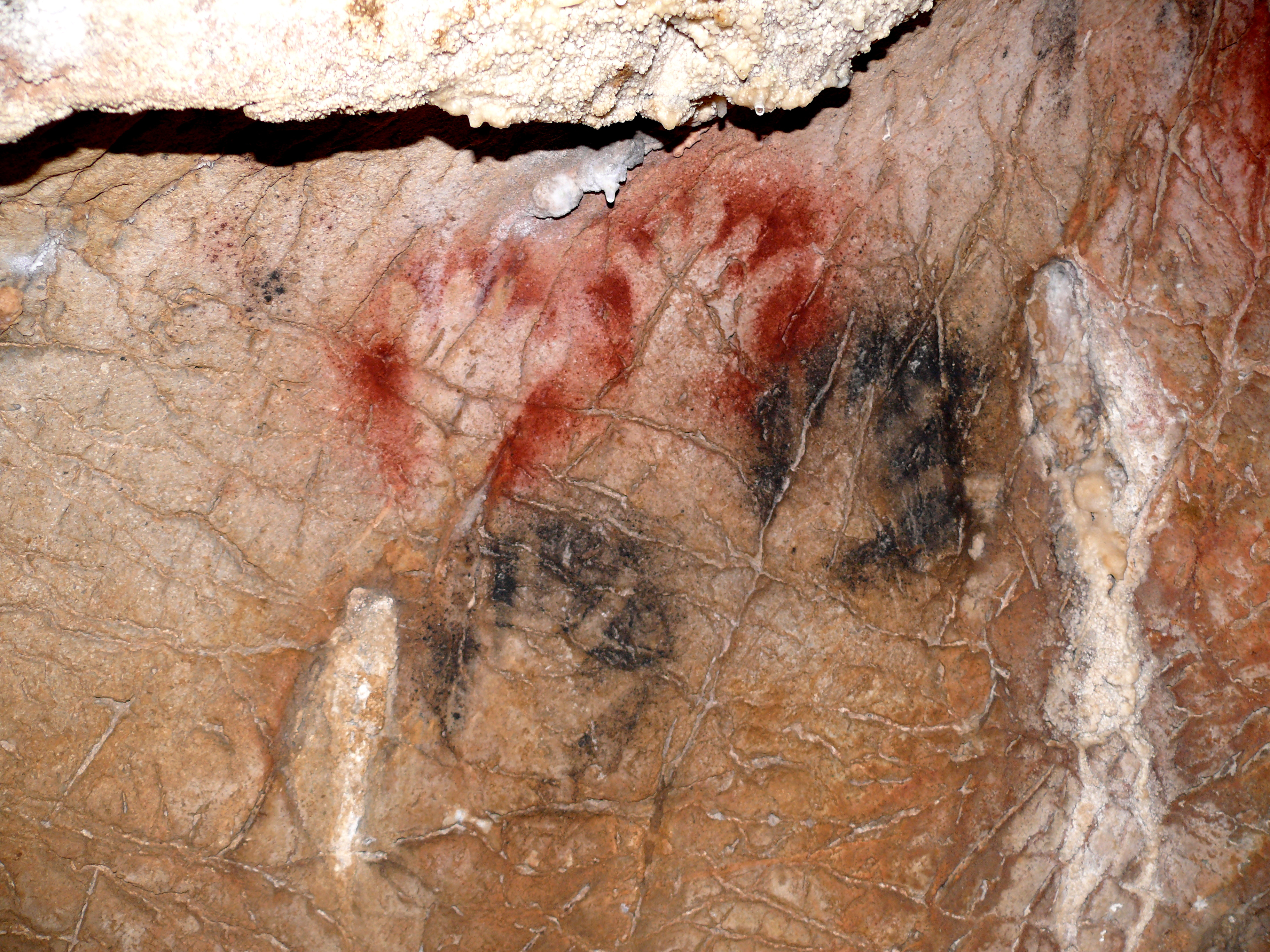
Gargas - Grande Paroi - Panneau 6- Mains noires et rouges doigts incomplets sauf pouce - Paléolithique supérieur - Gravettien (entre -29 0000 et - 22 000 ans)

En 1776, 388 communiants sont recensés et 418 en 1783.

### Enseignement

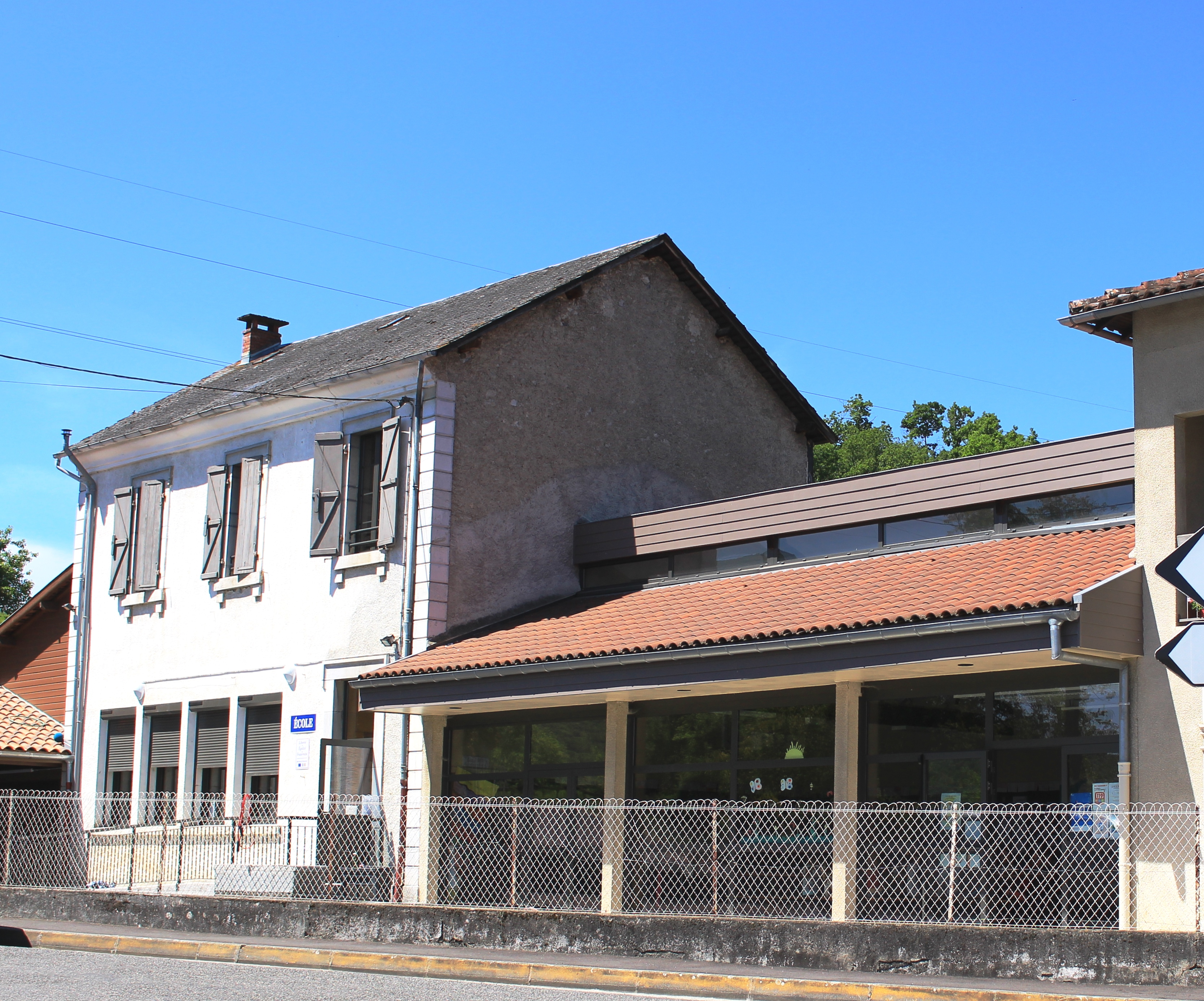
L’école primaire en 2021.

La commune dépend de l'académie de Toulouse. Elle dispose d’une école en 2017.
- École primaire.

## Économie

### Revenus
En 2018, la commune compte 104 ménages fiscaux, regroupant 200 personnes. La médiane du revenu disponible par unité de consommation est de 20 460 € (20 420 € dans le département).

### Emploi
|                | 2008  | 2013  | 2018  |
| -------------- | ----- | ----- | ----- |
| Commune        | 4,2 % | 8,6 % | 6,5 % |
| Département    | 7,7 % | 9,4 % | 9,8 % |
| France entière | 8,3 % | 10 %  | 10 %  |

En 2018, la population âgée de 15 à 64 ans s'élève à 107 personnes, parmi lesquelles on compte 85 % d'actifs (78,5 % ayant un emploi et 6,5 % de chômeurs) et 15 % d'inactifs,. Depuis 2008, le taux de chômage communal (au sens du recensement) des 15-64 ans est inférieur à celui de la France et du département.
La commune fait partie de la couronne de l'aire d'attraction de Lannemezan, du fait qu'au moins 15 % des actifs travaillent dans le pôle,. Elle compte 28 emplois en 2018, contre 22 en 2013 et 26 en 2008. Le nombre d'actifs ayant un emploi résidant dans la commune est de 86, soit un indicateur de concentration d'emploi de 32,7 % et un taux d'activité parmi les 15 ans ou plus de 54,1 %.
Sur ces 86 actifs de 15 ans ou plus ayant un emploi, 11 travaillent dans la commune, soit 13 % des habitants. Pour se rendre au travail, 89,5 % des habitants utilisent un véhicule personnel ou de fonction à quatre roues, 2,3 % les transports en commun, 2,4 % s'y rendent en deux-roues, à vélo ou à pied et 5,8 % n'ont pas besoin de transport (travail au domicile).

## Culture locale et patrimoine

### Lieux et monuments
- Église Saint-Saturnin d'Aventignan. Portail de l'ancienne église, repris dans le mur sud de l'église actuelle. À l'intérieur, des éléments du mobilier datant du XVIIIe siècle  — deux retables, une pietà et une chaire — sont classés monuments historiques (1967)[41].
- Monument aux morts.
- Monument avec une croix, souvenir de mission.

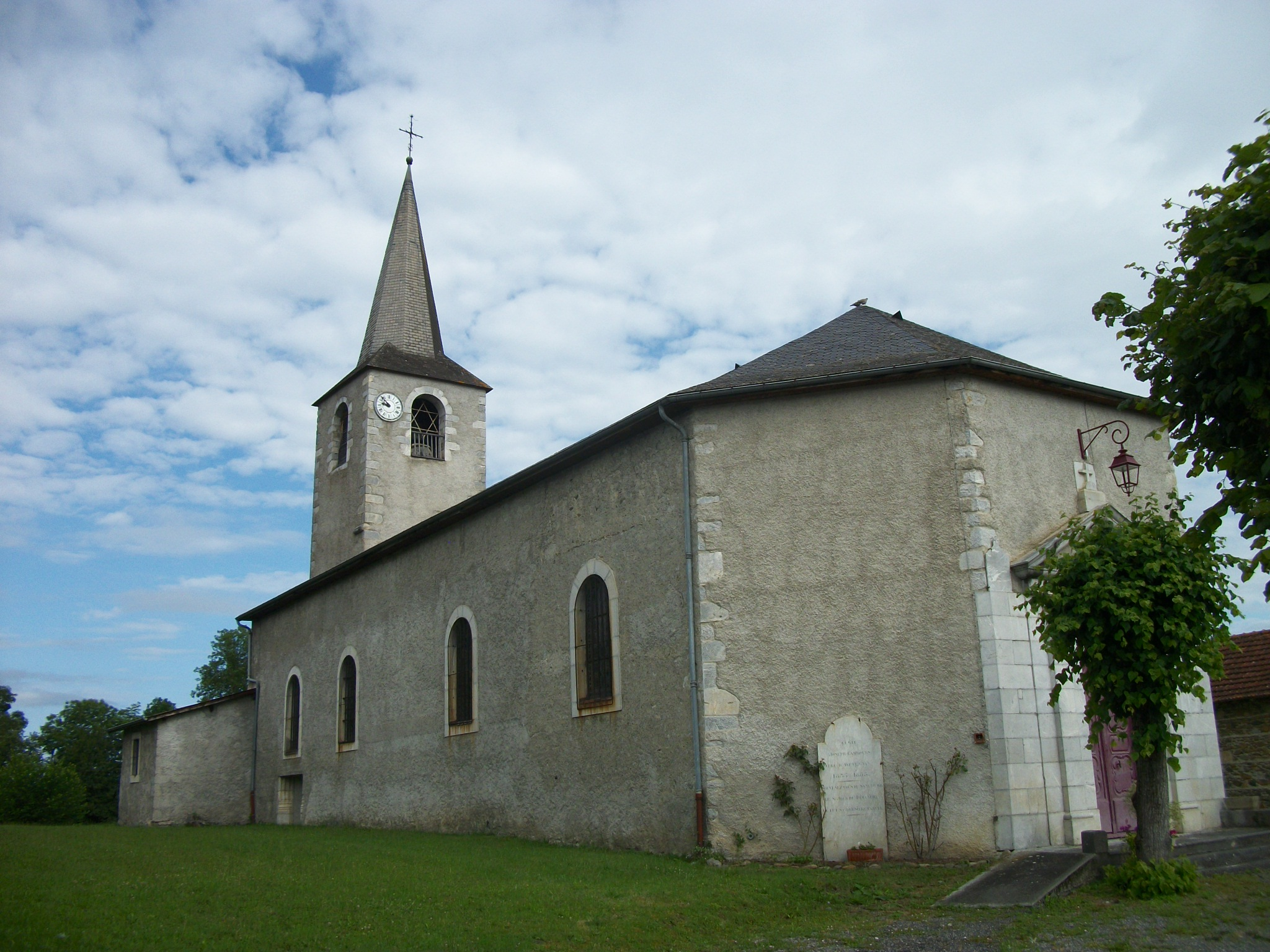
L'église Saint-Saturnin
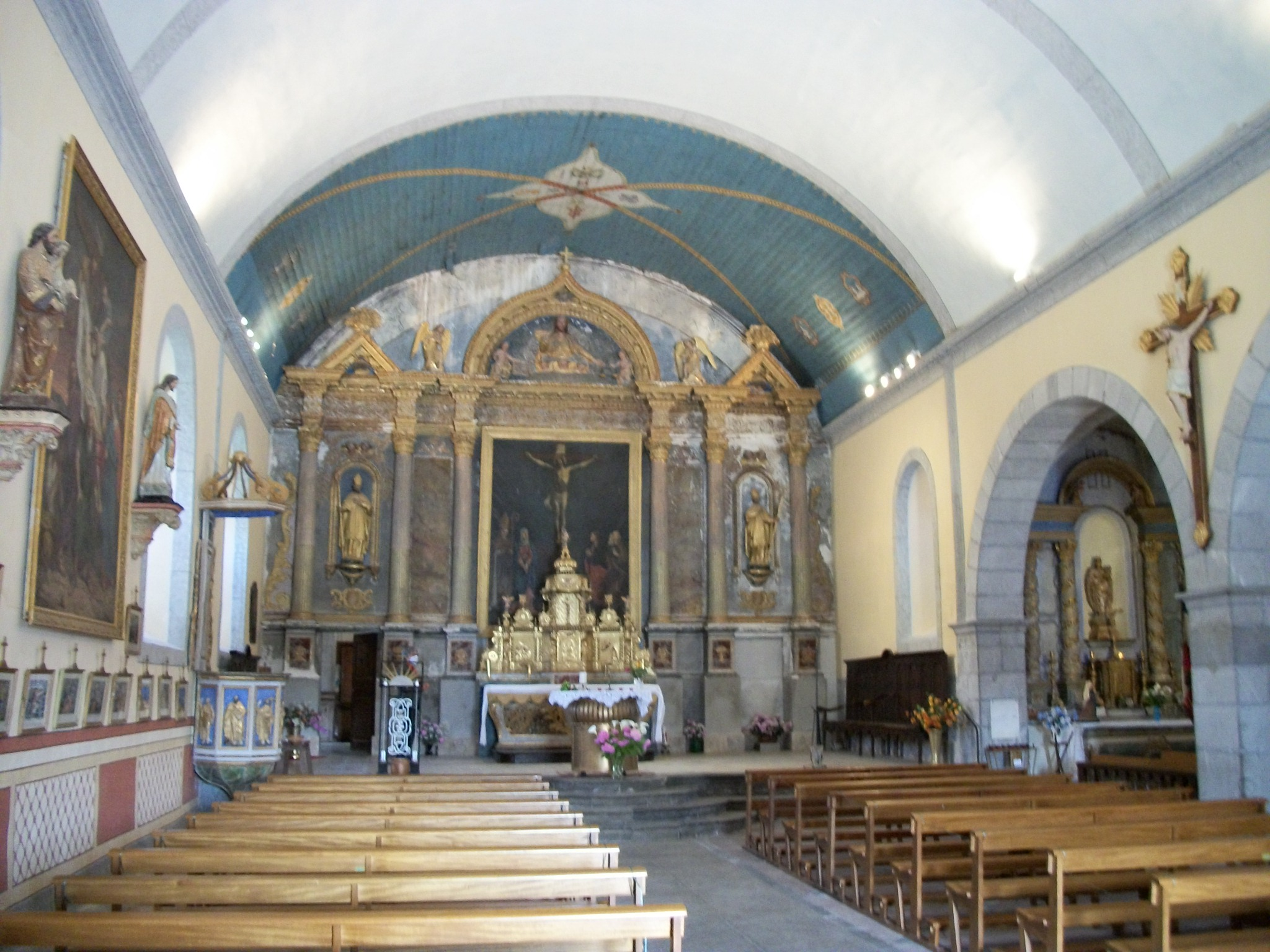
L'intérieur de l'église Saint-Saturnin
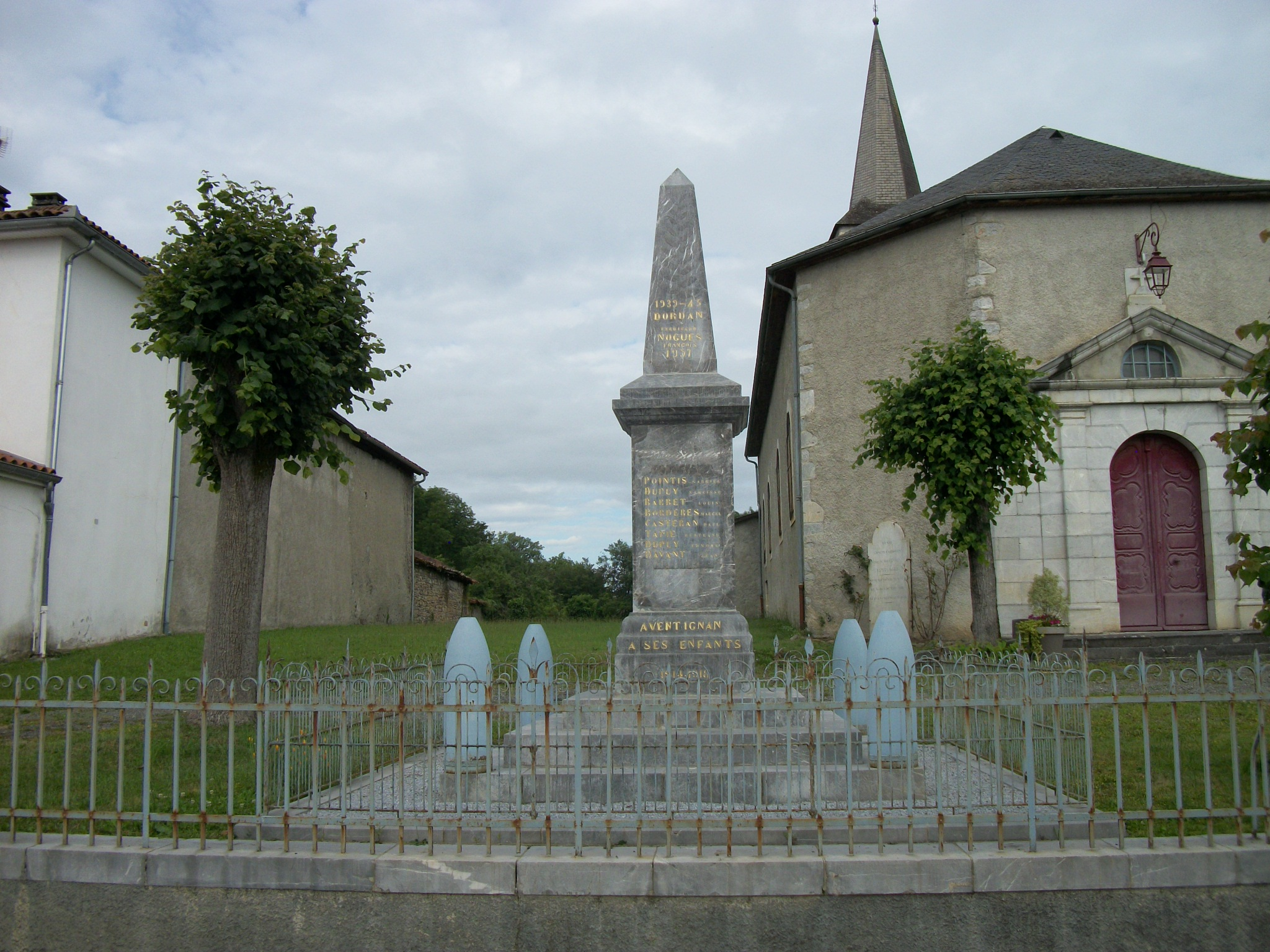
Monument aux morts
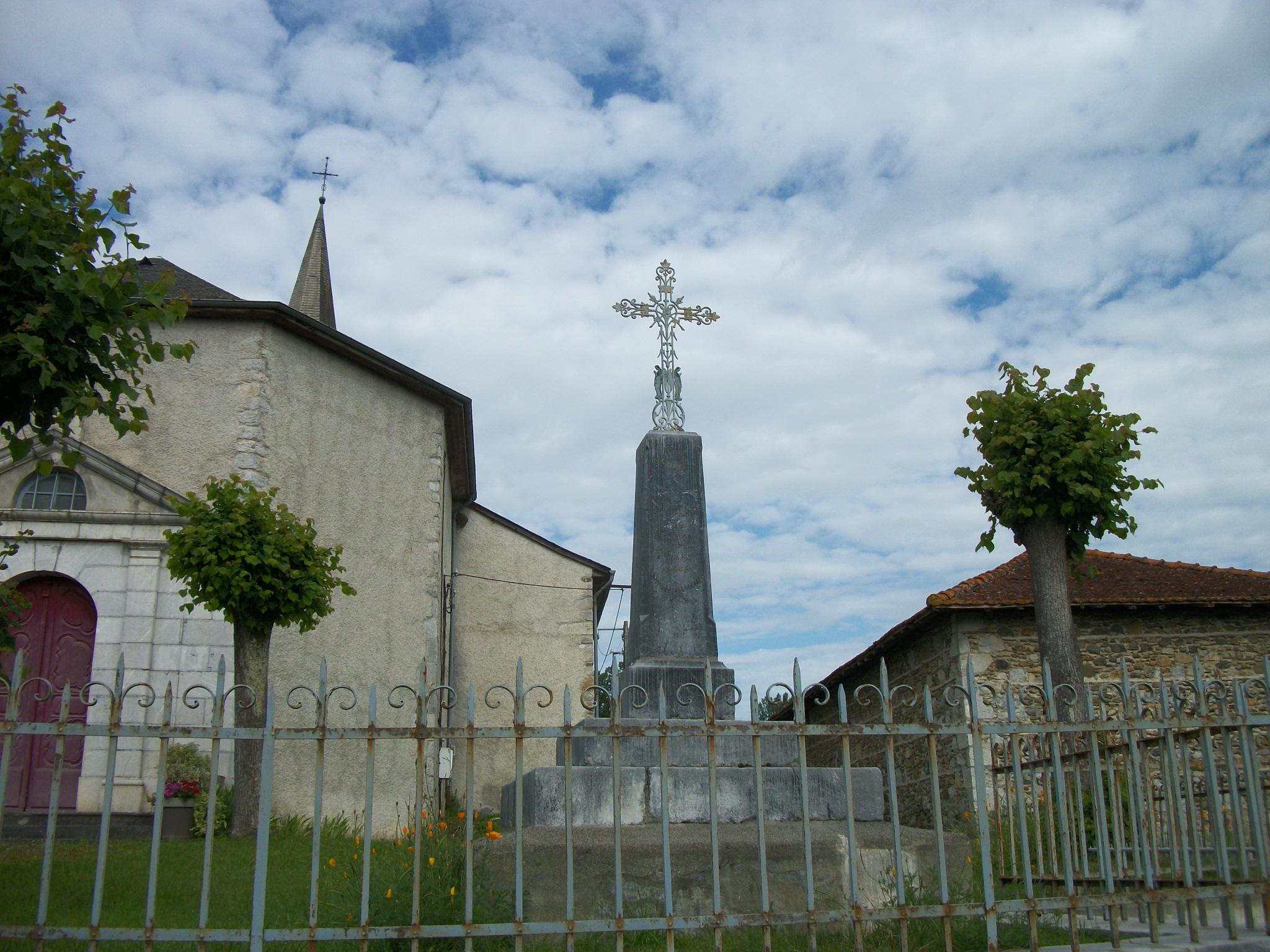
Monument avec une croix, souvenir de mission
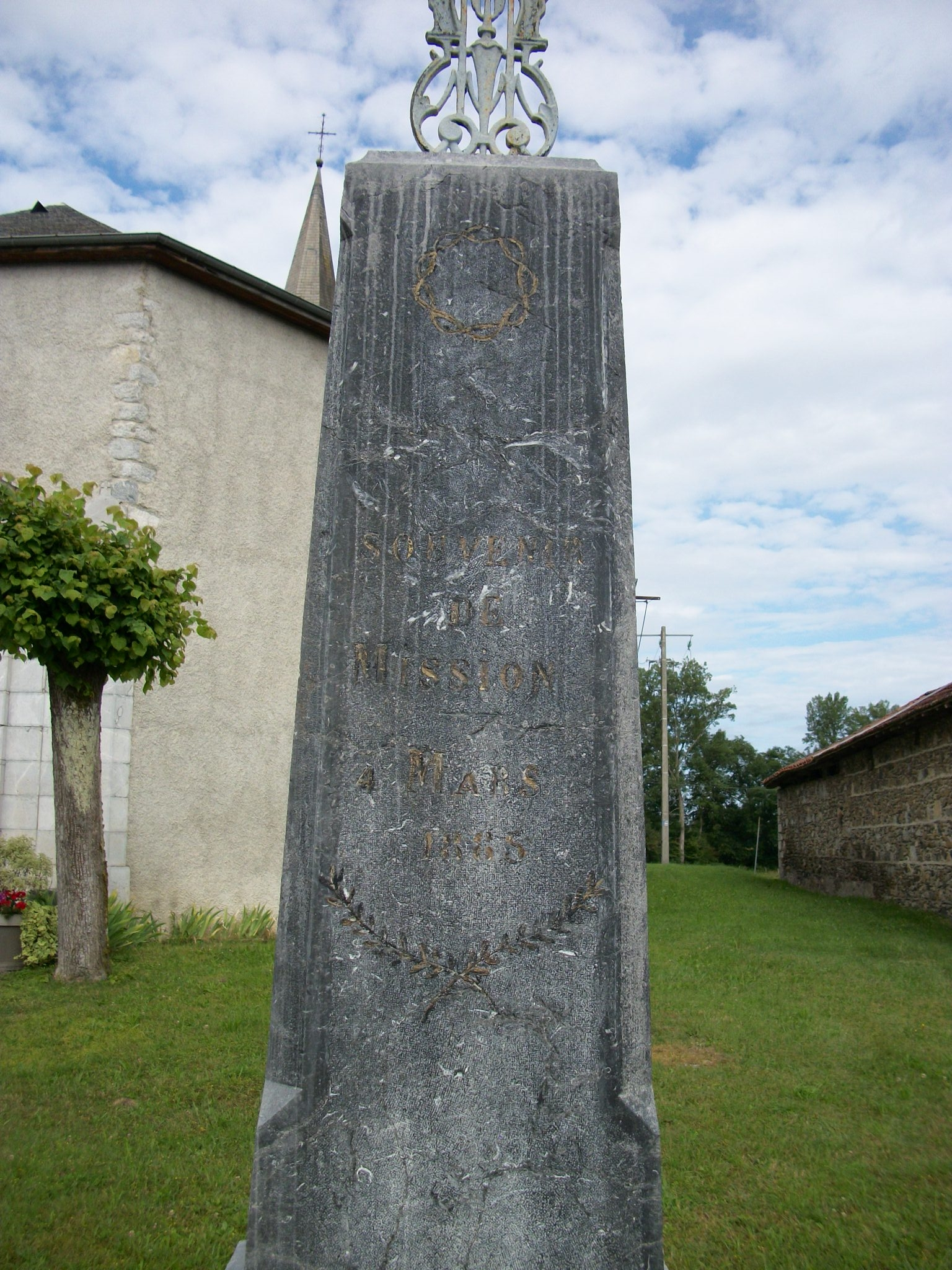
Sur le socle est écrit en lettre dorée : " Souvenir de mission, 4 mars 1885 ".
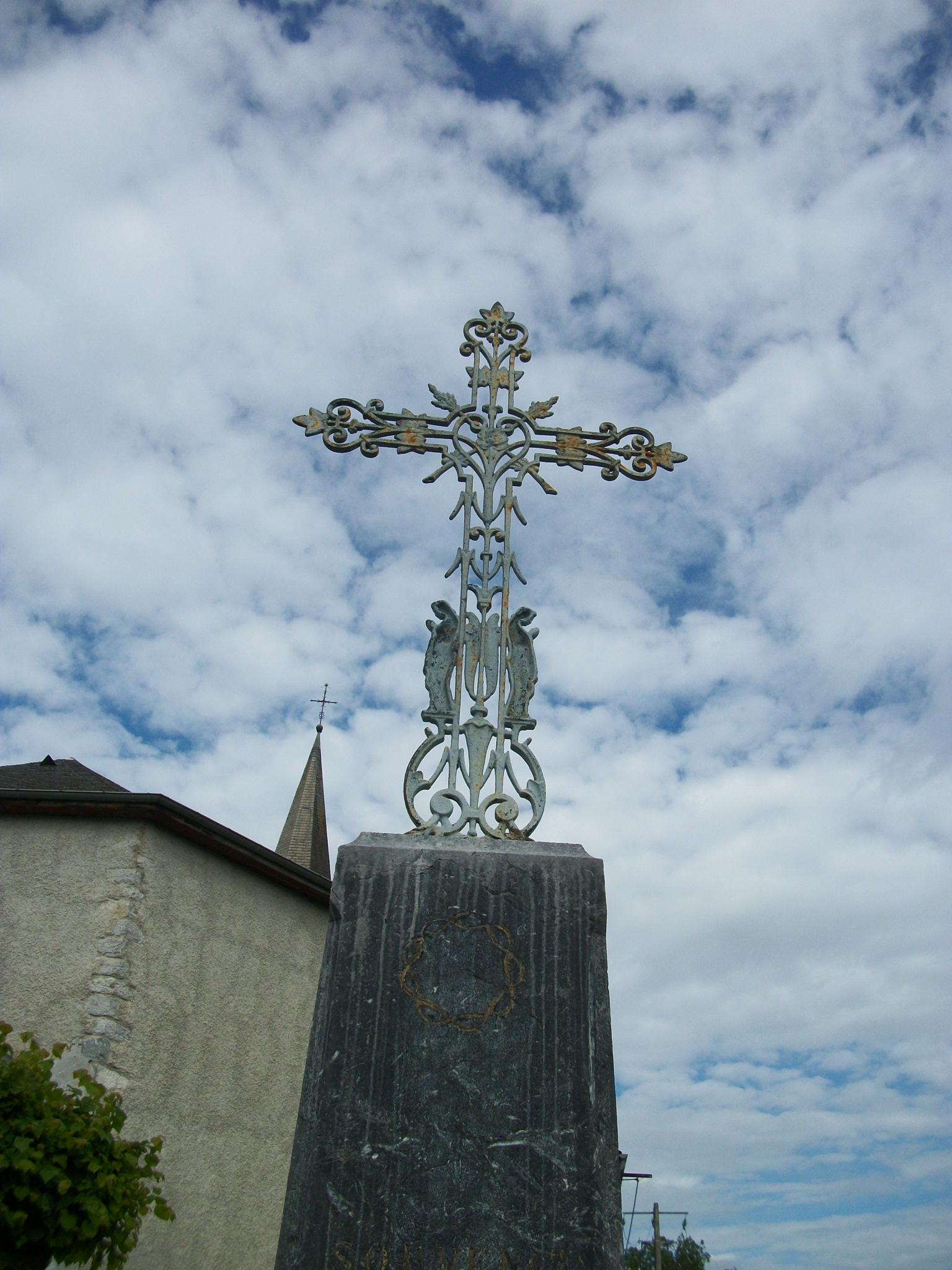
Croix en fer forgé

- Grottes de Gargas, classées monument historique.
- Nesploria est un centre d'interprétation numérique des grottes de Gargas inauguré en 2010[42].
- Lac d'Aventignan, issu d'une ancienne gravière, il a une superficie de 5 hectares[43].
- Pont d'Aventignan, il se trouve sur la Neste et relie Aventignan à Saint-Paul et Mazères-de-Neste, après le pont, un canal d'irrigation a été créé, plus loin le canal se sépare en deux ruisseaux bordant chaque coté de la route et irriguant les terres agricoles de Mazères-de-Neste, les ruisseaux passent ensuite au centre du village où ils se rejoignent, puis le canal se déverse à la sortie du village dans la Neste.

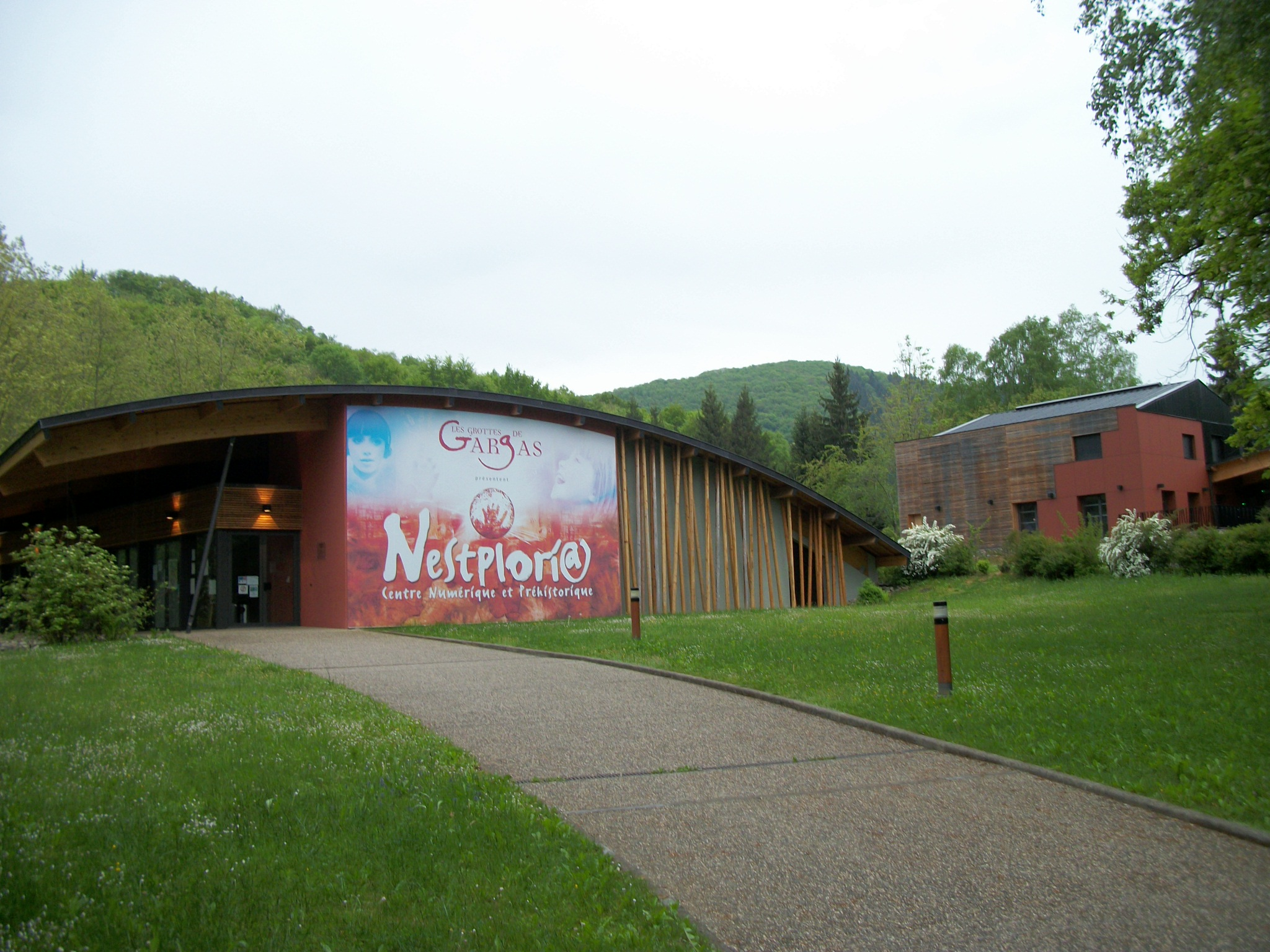
Nestploria
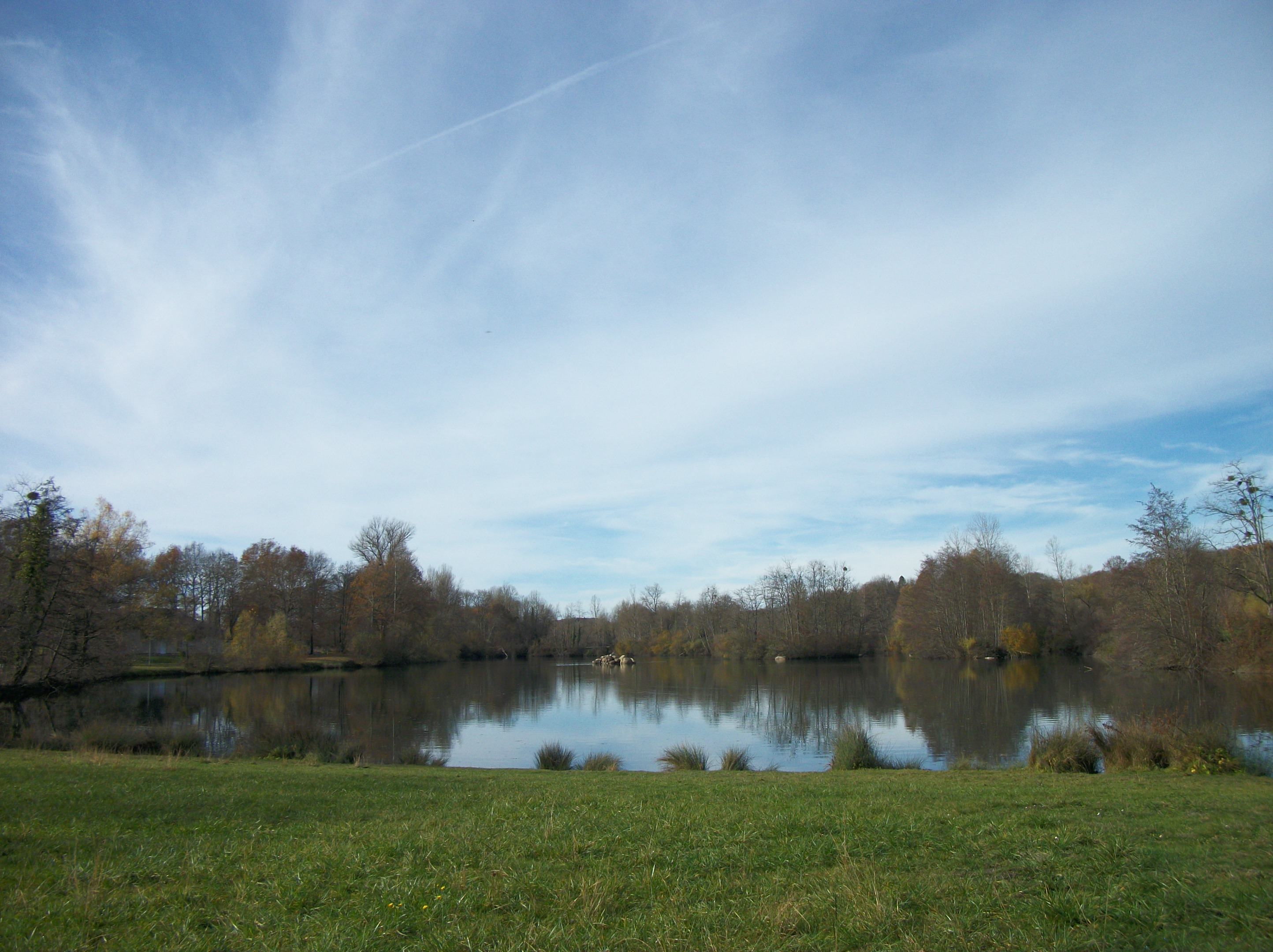
Lac d'Aventignan
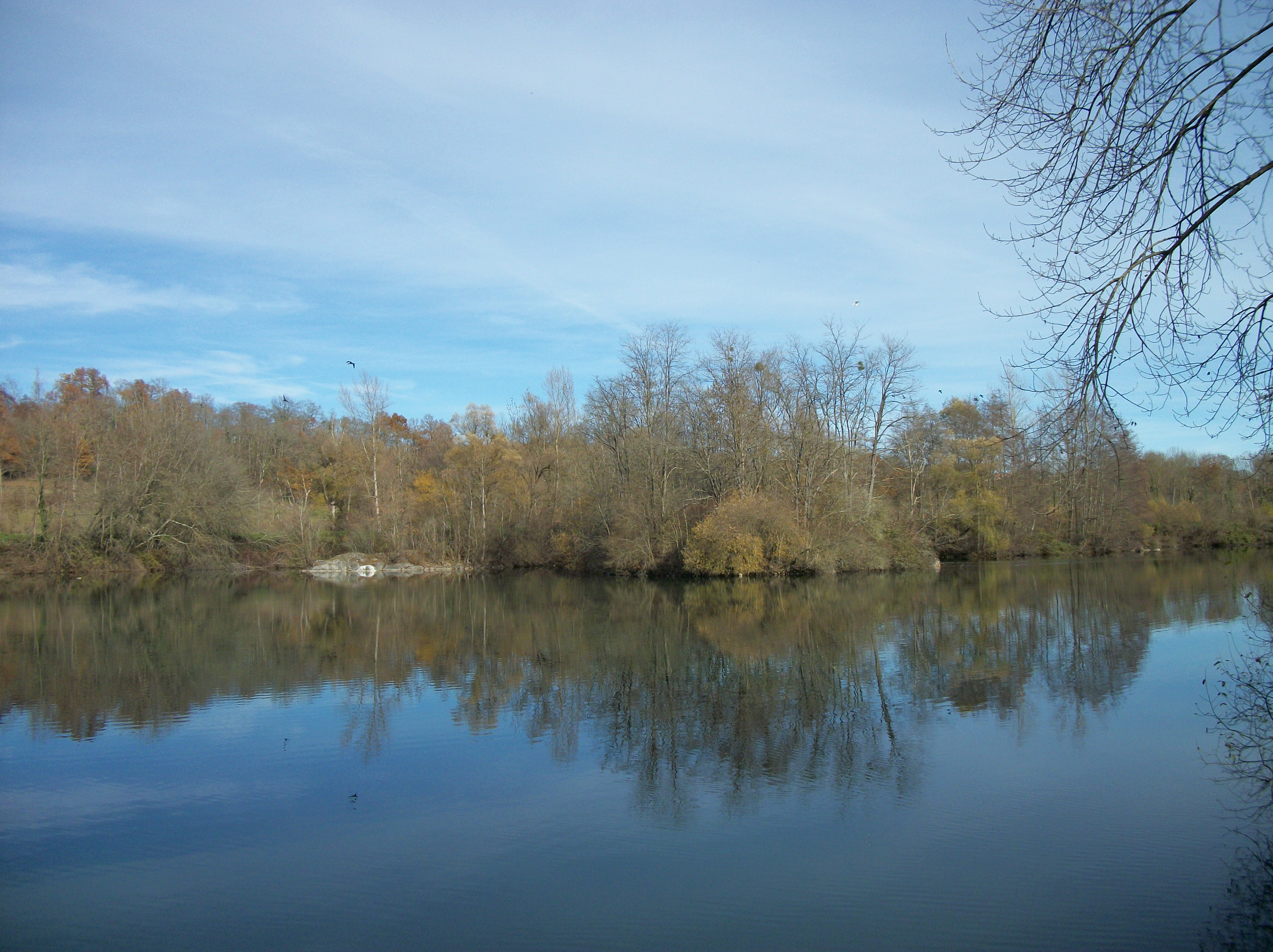
Petite île vers le milieu du lac, les oiseaux viennent s'y réfugier, on peut y observer des grands cormorans ainsi que des Grandes aigrettes
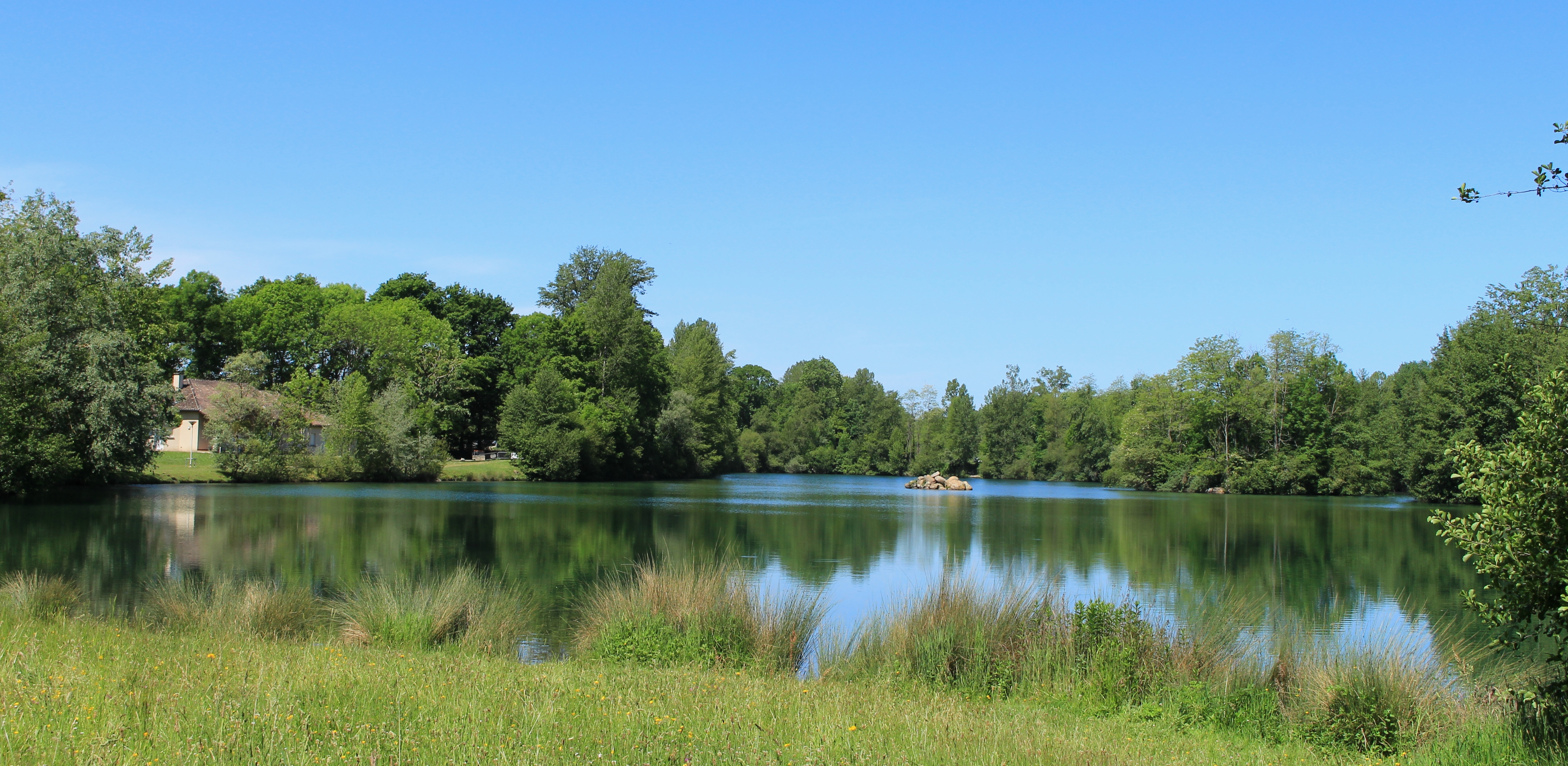
Lac d'Aventignan
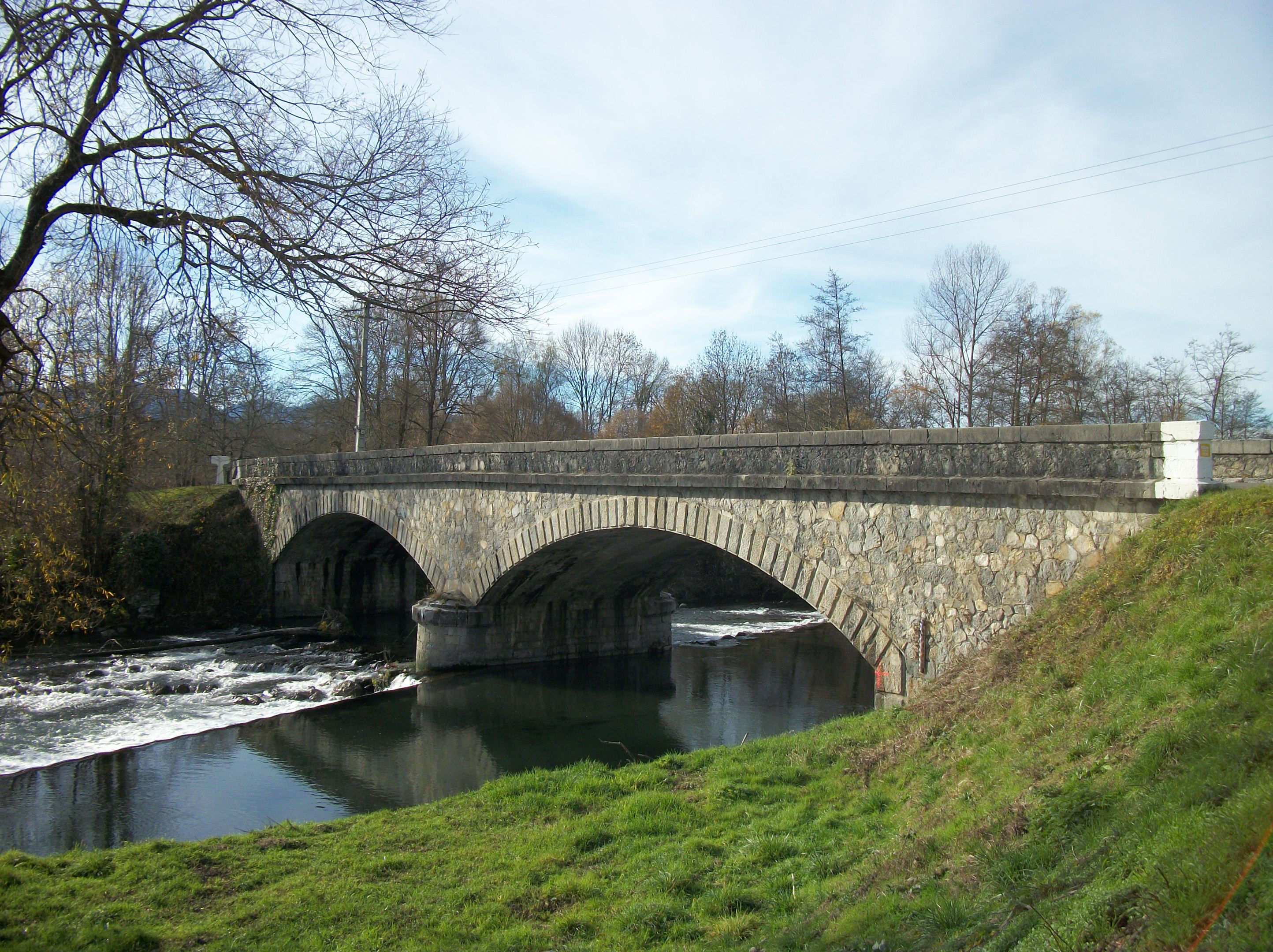
Pont d'Aventignan sur la Neste

### Evènements notables
Tous les deux ans, Aventignan accueille le bal de l'après-pétrole, un festival musical d'anticipation qui se projette en 2124 dans un futur sans pétrole,.

### Personnalités liées à la commune
- Félix Régnault (1847-1908), préhistorien, inventeur des peintures de mains de la grotte de Gargas.
- Louis Dulhom-Noguès, né Louis, Eugène, Sylvain Barbet à Paris le 24 août 1889, mort au combat à Marcilly (Seine-et-Marne) le 8 septembre 1914. Ancien élève du collège Chaptal (Paris 8e). Poète, écrivain sous le pseudonyme de Louis Dulhom-Noguès (Noguès étant le nom de sa maison familiale d'Aventignan d'où sa famille est originaire). Rédacteur à l'Escolo Deras Pireneos. Sergent réserviste au 69e bataillon de chasseurs à pied. Inhumé au cimetière d'Aventignan en 1921.
- Bertrand Raoul (1808-1871), notaire, conseiller général du canton de Nestier (1870-1871).
- Aristide Raoul (1841-1875), propriétaire, conseiller général du canton de Saint-Laurent-de-Neste (1841-1875).
- Alphonse Raoul (1843-1904), notaire, conseiller général du canton de Saint-Laurent-de-Neste (1875-1881).

### Héraldique
| Blason de Aventignan | Blason  | Parti d'azur au mont de sable* sommé d'une tour donjonnée du même, surmontée d'une fleur de lys d'or ; et d'argent à l'écusson écartelé d'or et de gueules à la croix d'argent brochante, et à la bordure d'or*. |
| Blason de Aventignan | Détails | * Il y a là non-respect de la règle de contrariété des couleurs : ces armes sont fautives (sable sur azur à dextre, et or sur argent à senestre : deux interdits en héraldique).                                 |